# Општина Зрече
Општина Зрече (словен. Zreče) је једна од општина Савињске регије у држави Словенији. Седиште општине је истоимени град Зрече.

## Природне одлике
Рељеф: Општина Зрече налази се у северном делу Словеније. Средишњи део општине чини долина Дравиње у њеном горњем делу тока. Северно од долине издиже се јужно Похорје, а јужно Коњишка гора.
Клима: У нижем делу општине умерено континентална клима, а у вишем делу влада њена оштрија, планинска варијанта.
Воде: Најважнији водоток у општини је река Дравиња, која и извире на подручју општине. Сви остали водотоци су мали и њене су притоке.

## Становништво
Општина Зрече је средње густо насељена.

## Насеља општине
| - Безовје над Зречами - Бохарина - Буковље - Горење при Зречах - Горња Вас - Грачич - Добровље | - Заборк - Злакова - Зрече - Корошка Вас на Похорју - Крижевец - Липа - Лошка Гора при Зречах | - Мала Гора - Осредек при Зречах - Падешки Врх - Планина на Похорју - Полајна - Радана Вас - Ресник | - Рогла - Скомарје - Сподње Странице - Странице - Чретвеж - Чрешнова |  |